# Neotoxodora pacifica
Neotoxodora pacifica is een zeekomkommer uit de familie Chiridotidae.
De wetenschappelijke naam van de soort werd in 1915 gepubliceerd door H. Ohshima.